# UTC+04:51
UTC+04:51 era una zona horària d'UTC amb 4 hores i 51 minuts d'avançament respecte de l'UTC. Es va utilitzar a la zona de Bombai fins a l'any 1955 quan es va passar al UTC+05:30, temps estàndard oficial a l'Índia.